# Twixt Love and Flour
Twixt Love and Flour è un cortometraggio muto del 1914 diretto da Al E. Christie. Prodotto dalla Nestor Film Company e distribuito dall'Universal Film Manufacturing Company, aveva come interpreti Eddie Lyons, Lee Moran, Ramona Langley, Stella Adams, John Steppling.

## Trama
Un panettiere è innamorato della sua cassiera. La ragazza ha un altro ammiratore, il droghiere del negozio accanto. Ma quest'ultimo non ha fortuna in amore e langue inutilmente per la bella cassiera. Un giorno, il panettiere si accorge che sta finendo la farina. Ne ordina, allora, al negozio vicino. Il droghiere, geloso e vendicativo, decide di giocargli un brutto scherzo e mescola, insieme alla farina, del talco viola. Lavorata e messa in forno, la strana farina si trasforma in pagnotte. Ma, chiunque ne mangi, si ammalata. I clienti del fornaio si rendono conto che la causa della malattia sono le pagnotte e, furibondi, si precipitano ad assaltare il negozio. La giovane signora, intanto, ha informato gli altri panettieri che la causa di tutto è stato uno scherzo idiota del droghiere: in taxi, corre a salvare il panettiere dal tumulto generale e se lo porta via. Gli altri panettieri, allora, catturano il droghiere, portandolo poi in panetteria: impastato con la farina, viene messo in forno fino a raggiungere una bella doratura. Quando è ben cotto, lo tirano fuori e lo mettono artisticamente come ornamento sull'enorme torta che è stata preparata per le nozze del panettiere con la cassiera.

## Produzione
Il film fu prodotto dalla Nestor Film Company di David Horsley.

## Distribuzione
Distribuito dall'Universal Film Manufacturing Company, il film - un cortometraggio di una bobina - uscì nelle sale cinematografiche statunitensi il 6 febbraio 1914.